# Orrell (Merseyside)
Orrell – wieś w Anglii, w hrabstwie ceremonialnym Merseyside, w dystrykcie metropolitalnym Sefton. Leży 8 km na północ od centrum Liverpool i 292 km na północny zachód od Londynu.